# عائلة الموتيلين
الموتيلين هو بيبتيد معوي تنظيمي تنتجه خلايا الموتيلين في ظهارة الإثني عشر. ويتم إطلاقها في الدورة الدموية العامة في فترات من 100 دقيقة تقريبًا خلال الحالة الهضمية المشتركة كما تعد العامل الأكثر أهمية في السيطرة على تقلصات الهضم المشترك. كما يحفز الموتيلين الإفراز الذاتي في غدد البنكرياس الصماء.
ويوجد هذا المجال أيضًا في الغريلين، وهو مدر لإفراز هرمونات النمو يتجمع بواسطة خلايا الغدد الصماء في المعدة. ويحفز الغريلين مستقبلات مدر إفراز هرمون النمو في الغدة النخامية. وتختلف هذه المستقبلات عن مستقبلات هرمونات إفراز هرمون النمو، وبالتالي توفر وسيلة للسيطرة على هرمون النمو النخامي الذي يفرزه الجهاز الهضمي.

## البروتينات البشرية
الغريلين؛ ملاحظات اللغة الحديثة،